# IOS 10
iOS 10 ist die 10. Version des mobilen Betriebssystems iOS von Apple, das als Nachfolger von iOS 9 entwickelt wurde. Es wurde auf der Worldwide Developers Conference des Unternehmens am 13. Juni 2016 angekündigt und am 13. September 2016 veröffentlicht.
Am 19. September 2017 wurde iOS 10 von seinem Nachfolger iOS 11 abgelöst.
Im Rahmen der Produktpflege wurde auch 3 Jahre nach Erstveröffentlichung ein Update veröffentlicht. Die aktuelle Version heißt iOS 10.3.4 und ist seit dem 22. Juli 2019 für das iPhone 5 und iPad 4 erhältlich.

## Änderungen
iOS 10 enthält Änderungen an 3D Touch und dem Sperrbildschirm. Das Streichen zum Entsperren des Geräts wurde entfernt, stattdessen muss man den Homebutton drücken. Es gibt neue Funktionen für einige Anwendungen: Nachrichten hat zusätzliche Emojis bekommen und Drittanbieter-Anwendungen können die Funktionalität in iMessage erweitern. Karten hat eine neu gestaltete Oberfläche und ist um zusätzliche Funktionen erweitert worden.

## Unterstützte Geräte
Anders als iOS 9 unterstützt iOS 10 keine Geräte mit dem Apple A5 und A5X SoC.

### iPhone
- iPhone 5
- iPhone 5c
- iPhone 5s
- iPhone SE (1. Generation)
- iPhone 6 und iPhone 6 Plus
- iPhone 6s und iPhone 6s Plus
- iPhone 7 und iPhone 7 Plus

### iPod Touch
- iPod Touch (6. Generation)

### iPad
- iPad (4. Generation)
- iPad Air
- iPad Air 2
- iPad (2017)
- iPad Mini 2
- iPad Mini 3
- iPad Mini 4
- iPad Pro (1. Generation)
- iPad Pro (2. Generation)